# Atenágoras I de Constantinopla
Atenágoras I (em grego: Αθηναγόρας Α'; romaniz.: Athinagóras; nascido Αριστοκλής Σπύρου, transl. Aristocles Spyrou) nasceu em 25 de março de 1886 em Epiro, na Grécia, e foi patriarca ecumênico de 1948 até seu falecimento a 7 de julho de 1972. Revogou a excomunhão da Cristandade Ocidental que havia desde o Cisma de 1054.

## Biografia

### Primeiros Anos
Filho de médico, aos 13 anos era órfão de mãe. Ingressou na Escola Teológica de Halki onde, em 1910, graduou-se e, em seguida, foi nomeado diácono com o nome religioso de Atenágoras. Manteve-se arquidiácono da diocese de Pelagônia até que, em 1919, ascendeu a secretário do arcebispo Melécio IV Metaxakis. Após 12 anos de diaconia, ascendeu ao episcopado como metropolita de Corfu.
Durante o bispado de Fócio II, recebeu do metropolita Damaskinos a indicação para arcebispo greco-ortodoxo da América. Aceito aos 30 de agosto de 1930, tornou-se arcebispo  pelas mãos do Patriarca em 24 de fevereiro de 1931. Teve, por esse tempo, a tarefa de dirigir a diocese que se encontrava dividida entre gregos monarquistas e venizelistas — divisão na qual se incluiam os próprios bispos. Como política de governo, centralizou o poder clerical em suas mãos e dirigiu os demais bispos como auxiliares. Após a reorganização arquidiocesana, fundou a Escola Teológica da Santa Cruz (Predefinição:Lanpx).

### Patriarcado

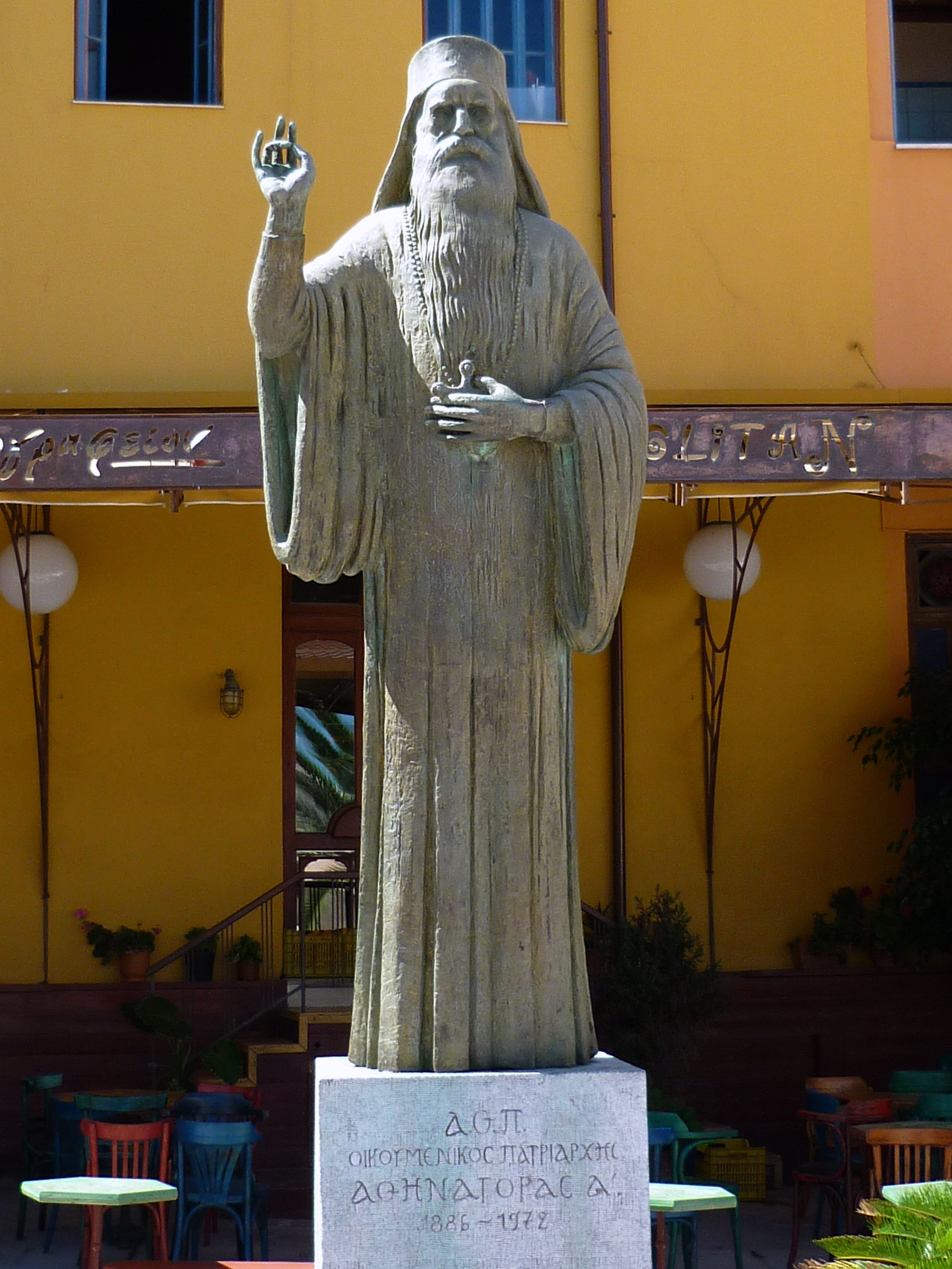
Patriarca Atenágoras I

Ainda na América, foi eleito patriarca ecumênico sucedendo a Máximo V, 1 de novembro de 1948. Para seu retorno a Constantinopla, foi cedido pelo presidente americano Harry Truman o avião presidencial. Foi entronizado em janeiro de 1949.
Seu encontro com o papa Paulo VI em 1964, na cidade de Jerusalém, foi importante no sentido de anular as excomunhões do Grande Cisma do Oriente de 1054. Foi um passo significativo em restaurar a comunhão entre a igreja de Roma e a de Constantinopla. Esse encontro produziu a declaração de União Católico-Ortodoxa em 1965, simultaneamente ao encontro público do Concílio Vaticano II e uma cerimônia especial em Istambul. A declaração não acabou com o cisma, mas mostrou um grande desejo de reconciliação entre ambas as igrejas, representados por Paulo VI e Atenágoras I. Contudo, essa declaração de união católico-ortodoxa não foi aceita por todos os bispos da Igreja Ortodoxa.